# SS Andes (1913)
Pour les articles homonymes, voir SS Andes et Andes (homonymie).
Le SS Andes est un ancien paquebot de la compagnie britannique Royal Mail Steam Packet Company (RMSPC), construit en 1913 peu avant la Première Guerre mondiale.  Il desservit essentiellement la ligne reliant l'Angleterre à l'Amérique du Sud puis après 1948 l'Océanie comme navire d'immigrants. Il servit aussi la Royal Navy pendant les deux guerres mondiales.

## Histoire

### Lancement
Peu avant la Première Guerre mondiale, la Royal Mail Steam Packet Company lance la construction de deux sister-ships de plus de 15 000 tonnes, ses plus gros paquebots. Le SS Andes est le premier construit en 1913, suivi de peu par le SS Alcantara. Il effectue son voyage inaugural à destination de Valparaiso, au Chili, avant de desservir la principale ligne de la compagnie, reliant Southampton à la côte est de l'Amérique du Sud (Rio de Janeiro au Brésil, Buenos Aires en Argentine, Montevideo en Uruguay) via Lisbonne.

### Première Guerre mondiale
Comme la plupart des navires marchands, il est affecté à la Royal Navy pendant la Première Guerre mondiale. Restructuré et équipé de canons, il sert comme son jumeau comme croiseur auxiliaire armé afin d'escorter les convois dans l'Océan Atlantique et de les protéger des sous-marins allemands.
Le 29 février 1916, lui et son jumeau, l’Alcantara rencontrent en mer du Nord le Greif, croiseur allemand déguisé en navire norvégien. Au cours de l'affrontement, l’Alcantara et le Greif sont coulés. Survivant à cet affrontement, il continue son service jusqu'à la fin de la guerre. En 1919, il participe à l'évacuation des équipages de sous-marins britanniques qui ont débarqué en Russie à Mourmansk, en mer Blanche au début de la guerre civile russe afin d'aider les armées blanches contre l'Armée rouge.

### Entre-deux-guerres
Réétabli en tant que navire civil, il dessert à nouveau la même ligne commerciale. Cependant, la Royal Mail le convertit en navire de croisière en 1930. Il est entièrement rééquipé pour accueillir 450 passagers de 1re classe, est rebaptisé Atlantis et croise notamment au Spitzberg, dans les fjords norvégiens ainsi qu'aux Caraïbes.

### Seconde Guerre mondiale

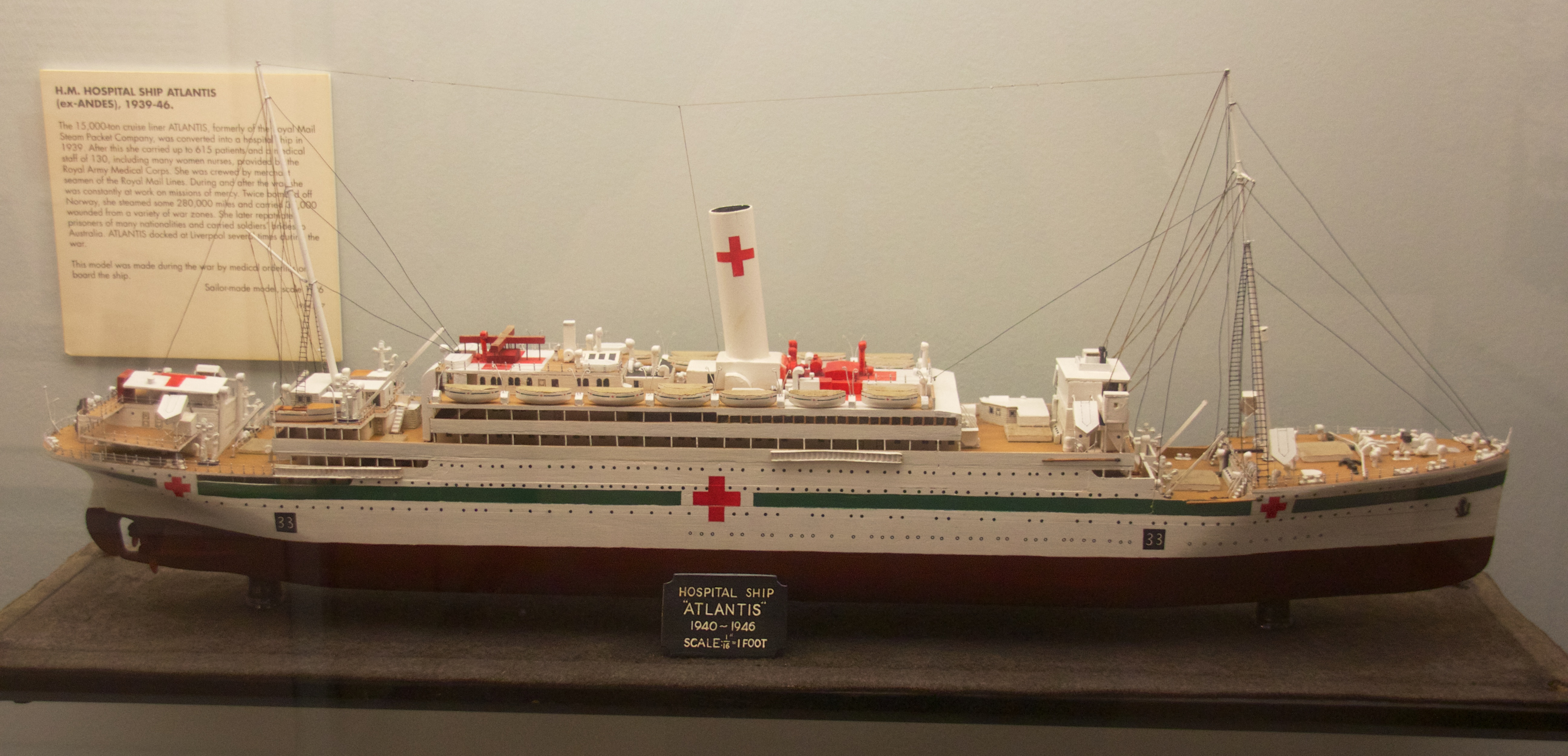
Maquette de l’Atlantis lors de son utilisation comme navire-hôpital.

En 1939, il est de nouveau affecté à la Royal Navy comme navire-hôpital. Basé en Méditerranée, à Alexandrie dans un premier temps, il participe à l'évacuation du contingent franco-britannique débarqué en Norvège, à Narvik, au printemps 1940. Il est ensuite envoyé pendant deux ans dans l'océan Indien où il participe notamment à la campagne de Madagascar en 1942 et 1943, rapatriant les prisonniers de guerre italiens à Lisbonne et allemands à Göteborg.

### Navire d'immigrant
Démobilisé en 1946, il est de nouveau rééquipé pour le service civil afin d'accueillir 900 passagers de 3e classe. En 1948, il est ainsi affecté comme navire d'immigrants à destination de l’Australie et de la Nouvelle-Zélande ; dernière vie qu'il achève en 1952 lorsqu'il est démoli en Écosse.